# Gabinete Olinda IV
O Gabinete Olinda IV, apelidado de Gabinete das Águias, foi o ministério formado pela Liga Progressista em 12 de maio de 1865 e dissolvido em 3 de agosto de 1866. Foi chefiado por Pedro de Araújo Lima, Marquês de Olinda, sendo o 17º gabinete do Império do Brasil após o estabelecimento do Decreto n.º 523 de 1847. Foi antecedido pelo Gabinete Furtado e sucedido pelo Gabinete Zacarias III.

## Contexto
Segundo Sérgio Buarque de Holanda (2004):
A 12 de maio de 1865, o Marquês de Olinda comparece mais uma vez como Presidente do Conselho. D. Pedro II apelava de novo para ele, depois da recusa dos convites para a formação de governo feitos a Saraiva, Nabuco de Araújo e Abaeté. [...] Pelo brilho de vários dos nomes, ficou conhecido como o Gabinete das Águias. A associação de tão grandes figuras, chefes naturais, dificultava a ação. Falava-se em duplicidade e mesmo pluralidade de direção: o Governo não era uno, pois cada Ministro se julgava com autonomia. Olinda, mais velho e experiente, acatado por todos, por vezes explorando a precariedade da saúde e a surdez para omitir-se e continuar, mantinha-se acima, quase um rei, como diziam, por certo lembrança do tempo em que foi regente, permitindo a marcha dos acontecimentos através de algumas iniciativas, interferências nos choques de opiniões e sobretudo o veto de coisas que lhe propunham.

## Composição
O gabinete foi composto da seguinte forma:
- Presidente do Conselho de Ministros: Pedro de Araújo Lima, Marquês de Olinda.
- Ministro dos Negócios do Império: Pedro de Araújo Lima.
- Ministro da Justiça: José Tomás Nabuco de Araújo Filho.
- Ministro dos Estrangeiros: Francisco Otaviano de Almeida Rosa, não aceitando o cargo; substituído em 27 de janeiro por José Antônio Saraiva.
- Ministro da Fazenda: José Pedro Dias de Carvalho; substituído a 7 de março de 1866 por João da Silva Carrão.
- Ministro da Marinha: José Antônio Saraiva; substituído por Francisco de Paula da Silveira Lobo, em 27 de junho.
- Ministro da Guerra: Ângelo Moniz da Silva Ferraz, Barão de Uruguaiana; substituído de 8 de julho a 10 de novembro (em que esteve na província do Rio Grande do Sul com Sua Majestade o Imperador) por José Antônio Saraiva.
- Ministro da Agricultura, Comércio e Obras Públicas: Antônio Francisco de Paula Souza.

## Programa de governo
Segundo o Presidente do Conselho de Ministros (1865):
[...] atentas as circunstâncias melindrosas em que nos achamos, com uma guerra declarada. (...) A questão do dia é a guerra. Debelar esta guerra (...) é o grande programa do Governo.
O gabinete apresentou o seguinte programa de governo:
- Buscar o melhor e mais honroso fim para a Guerra do Paraguai.

## Legislação aprovada
O gabinete aprovou a seguinte legislação:
- Lei nº 1.252 de 8 de julho de 1865: Aprova o artigo adicional ao contrato de matrimônio de Sua Alteza Imperial a Senhora D. Isabel com Sua Alteza Real o Senhor Conde d'Eu.
- Lei nº 1.253 de 8 de julho de 1865: Aprova as declarações feitas por ocasião da troca das ratificações da convenção matrimonial do 1º de novembro de 1864, na parte em que o Governo Imperial se obrigou a conferir a Sua Alteza o Sr. Príncipe Duque de Saxe o posto de Almirante efetivo da Armada.
- Decreto nº 3.470 de 22 de maio de 1865: Dá nova organização à comissão de melhoramentos do material do Exército.
- Decreto nº 3.471 de 3 de junho de 1865: Manda executar o regulamento das Sociedades de Crédito Real.
- Decreto nº 3.491 de 8 de julho de 1865: Dá providências para regularem-se e designarem-se os negócios do Estado, durante a ausência de S.M. o Imperador em sua viagem ao Rio Grande do Sul.
- Decreto nº 3.492 de 8 de julho de 1865: Concede o uso de uma medalha à guarnição que defendeu o Forte Coimbra (província de Mato Grosso).
- Decreto nº 3.503 de 10 de julho de 1865: Transfere ao Estado o resto das ações da Companhia da Estrada de Ferro D. Pedro II.
- Decreto nº 3.508 de 30 de agosto de 1865: Concede aos guardas nacionais designados para o serviço de guerra os mesmos favores concedidos aos Voluntários da Pátria.
- Decreto nº 3.515 de 20 de setembro de 1865: Cria uma medalha comemorativa da rendição de Uruguaiana.
- Decreto nº 3.522 de 1º de outubro de 1865: Reduz o corpo de estado-maior de 2º classe.
- Decreto nº 3.526 de 18 de novembro de 1865: Cria o corpo de estado-maior de artilharia e reduz o pessoal dos corpos de engenharia e estado-maior de 1ª classe.
- Decreto nº 3.529 de 18 de novembro de 1865: Concede o uso de uma medalha aos oficiais e praças da Armada que se distinguiram no combate naval do Riachuelo.
- Decreto nº 3.572 de 30 de dezembro de 1865: Manda executar o Regulamento da Estatística Policial e Judiciária.
- Decreto nº 3.598 de 27 de janeiro de 1866: Reorganiza a força policial da Corte, dividindo-a em dois corpos, um militar e outro civil.
- Decreto nº 3.607 de 10 de fevereiro de 1866: Regula o processo das habilitações para as pensões de meio soldo e montepio.
- Decreto nº 3.609 de 17 de fevereiro de 1866: Aprova o regulamento para o serviço da guarda urbana, criada pelo Decreto nº 3.598 de 27 de janeiro de 1866.
- Decreto nº 3.621 de 28 de fevereiro de 1866: Altera algumas disposições do regulamento aprovado pelo Decreto nº 2.677 do 27 de outubro de 1860 (que reformou a secretaria de Estado dos Negócios da Guerra).
- Decreto nº 3.628 de 16 de março de 1866: Autoriza a incorporação da Sociedade Internacional de Imigração e aprovando os respectivos estatutos.
- Decreto nº 3.645 de 4 de maio de 1866: Regula a concessão e distribuição das águas dos depósitos, aquedutos e encanamentos públicos do município da Corte.